# Traumateori
Traumateori är inom psykoanalysen en teori om att psykiska besvär orsakats av trauman.

## Historian
En grupp patienter som i slutet på 1800-talet väckte många läkares funderingar var de som uppvisade neurologiska symptom som förlamning, dövhet, blindhet, afasi, känselnedsättning, men där man inte kunde påvisa någon bakomliggande neurologisk förklaring. Traumateorin är framförallt associerad med dessa "hypnoida" pseudouneurologiska tillstånd, tidigare benämnda hysteri, idag benämnda somatoforma syndrom eller konversionssyndrom.
Traumateorin kan sägas ha grundats av den franske läkaren Pierre Janet för dissociativ identitetsstörning och andra former av dissociation. Janet menade att sådana störningar berodde på att patienterna hade utsatts för psykiska trauman. Teorin anammades av psykoanalysens fader Sigmund Freud och framfördes i dennes Studier i hysteri. 
Freud utvecklade sedermera (1896) traumateorin i psykosexuell riktning, och hävdade att dissociationen berodde på "förförelse", en teori som kommit att kallas Freuds förförelseteori. Förförelseteorin fastslog att dessa trauman bestod i att patienterna i barndomen utsatts för en sexuell förförelse. Förförelseteorin blev kraftigt kritiserad, vilket har antagits bero på att det inte var socialt accepterat att därmed utpeka borgarklassen i Wien, där Freud verkade, för incestuösa relationer. 
Sigmund Freud kom 1897 att drastiskt ändra sin teoribildning genom att använda sin teori om det omedvetna. Han menade att det omedvetna inte kan skilja på verklighet och fantasi, och att det därmed inte spelade någon roll huruvida förförelsen varit faktisk eller utgjordes av en fantasi. Det föregivna traumat representerade i vilket fall en intrapsykisk konflikt som han såsom analytiker kunde hjälpa att lösa. Freud kom därmed att kunna behandla sina patienter; att utpeka fäderna till patienterna som incestuösa hade varit socialt omöjligt. Oidipuskomplexet, bortträngning och hans teorier om fantasier blev sådana abstraktioner av förförelseteorin.
I och med att Sigmund Freud tog avstånd från sin ursprungliga traumateori/förförelseteori kom han att skjuta sitt fokus från att verkliga händelser och interpersonella konflikter förorsakar psykiskt lidande mot att omedvetna fantasier, önskningar och intrapsykiska konflikter i relation till otillåtna allmänmänskliga drifter utgör dess uppkomstmekanism. Man uppfattar detta Freuds förändrade förhållningssätt till psykiska problems uppkomst som ett paradigmskifte.

## Kritik
Psykoanalytikern Robert Langs har granskat Sigmund Freuds som han uppfattar omedvetna motiv att 1897 överge sin ursprungliga traumateori. Dödsångest och dödsrelaterade traumata ser författaren som troliga orsakssamband. Langs menar att skälet till att Freuds sekundära teori om fantasins, önskningars och rent intrapsykiska konflikters betydelse för psykiska problem kommit att bli så allmänt accepterad handlar om en universell frestelse att vilja se sig som havande bättre kontroll över sitt öde än människan i gemen faktiskt har.
Psykoanalytikern Jefferey M Masson har också sökt förklaringar till att Freud kom att överge sin första teori om bakgrunden till människors psykiska problem.
Professorn och psykoanalytikern Marie Balmary uppfattar att Sigmund Freud i och med övergivandet av sin första teori kom att gå från fakta till myt, från observationer till ogrundad tro, från hälsa till neuros.